# Gabriel Pimba
Gabriel Pimba (ur. 4 lipca 1990) – brazylijski piłkarz występujący na pozycji pomocnika.

## Kariera piłkarska
Od 2008 roku występował w Athletico Paranaense, ABC, Fortaleza, Ventforet Kofu, Ferroviária, Arapongas, Campinense, Volta Redonda i PSTC.